# Michiel Wielema

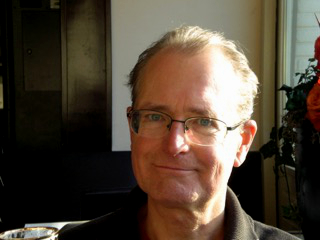

Michiel Rudolf Wielema (Rotterdam, 24 oktober 1959 − aldaar, 21 februari 2018) was een Nederlands filosoof, vrijdenker en vertaler, oud-medewerker van de Erasmus Universiteit Rotterdam. 

## Levensloop
Michiel Wielema studeerde achtereenvolgens aan de Universiteit Leiden en de Erasmus Universiteit Rotterdam en promoveerde in 1999 bij Willem Frijhoff en Gerrit Jan Schutte aan de Vrije Universiteit Amsterdam met een proefschrift Ketters en verlichters. De invloed van het spinozisme en wolffianisme op de verlichting in gereformeerd Nederland. Hij specialiseerde zich in het spinozisme, de geschiedenis van het atheïsme, de Radicale verlichting, en was bijzonder instrumenteel in het opnieuw onder de aandacht brengen van minder bekende, soms haast vergeten, figuren uit de ideeëngeschiedenis van de Nederlandse zeventiende en achttiende eeuw. Als dusdanig kan hij beschouwd worden als een van de meest toonaangevende autoriteiten betreffende het leven en werk van onder anderen Adriaen Koerbagh (1633-1669), Frederik van Leenhof (1647-1712), Hendrik Wyermars (1685-1757) en Dirk Santvoort (1653-1712). Zijn vertalingen en hertalingen van kernteksten uit deze traditie zijn van uitzonderlijk belang voor de studie van de vroeg-moderne wijsbegeerte van de Nederlanden. Hij was tevens oprichter en hoofdredacteur van het cultureel-historisch tijdschrift Weena (1997) en schreef columns voor het huis-aan-huisblad De Ster. Hij was ook enige jaren redacteur van het tijdschrift Geschiedenis van de wijsbegeerte in Nederland.

## Werken
Monografieën
- Filosofen aan de Maas. Kroniek van vijfhonderd jaar wijsgerig denken in Rotterdam, Baarn: Ambo, 1991.
- Op de fiets naar het Al-ene: een serie wijsgerige columns uit De Ster, Rotterdam: Rotterdams Persagentschap, 1992.
- Toen Kralingen nog zelfstandig was... een eeuw dorpsleven tussen revolutie en annexatie (1795-1895), Rotterdam: Rotterdams Persagentschap, 1995.
- The march of the Libertines. Spinozists and the Dutch Reformed Church (1660-1750), Hilversum : Uitgeverij Verloren , 2004.

Wetenschappelijke Artikelen en hoofdstukken (selectie)
- "Die erste niederländische Kant-Rezeption 1786-1850", Kant-Studien, 79 (1988), pp. 450-466.
- "Nicolaas Hartsoeker (1656-1725): van mechanisme naar vitalisme", Gewina, 15 (1992), pp. 243-61
- "Christina Leonora de Neufville. Wijsgerige poëzie onder invloed van Christian Wolff", Documentatieblad Werkgroep Achttiende Eeuw, 24 (1992), pp. 155-74
- "De geschiedschrijving van de Nederlandse wijsbegeerte: problemen en perspectieven", Tijdschrift voor Filosofie, 56 (1994), pp. 526-51.
- "Hemsterhuis on Evil: a Rationalist Solution", Marcel F. Fresco, Loek Geraedts & Klaus Hammacher (red.), Frans Hemsterhuis (1721-1790): Quellen, Philosophie und Rezeption, Lit: Münster, 1995, pp. 365-78.
- "Die christlich-platonische Hemsterhuis-Rezeption in den Niederlanden in der ersten Hälfte des 19. Jahrhunderts", Marcel F. Fresco, Loek Geraedts & Klaus Hammacher (red.), Frans Hemsterhuis (1721-1790): Quellen, Philosophie und Rezeption, Lit: Münster, 1995, pp. 573-586.
- "Spinoza in Zeeland: the Growth and Suppression of 'Popular Spinozism' (c. 1700-1720)", Wiep van Bunge & Wim Klever (red.), Disguised and Overt Spinozism Around 1700, Leiden: Brill, 1996, pp. 103-115.
- "Science and Philosophy in the Netherlands", Klaas van Berkel, Albert van Helden and Lodewijk Palm (red.) A History of Science in the Netherlands. Survey, Themes and Reference, Leiden: Brill, 1999, pp. 348-66.
- "Ongeloof en atheïsme in vroegmodern Europa", Tijdschrift voor Geschiedenis, 114 (2001), pp. 332-53.
- ʺFrederik van Leenhof, een radicale spinozist?ʺ, Mededelingen van de Stichting Jacob Campo Weyerman, 25 (2002), pp. 13-19.
- "Hendrik Wyermars (c. 1685-na 1749). Een 'sodomitise rasphuys ongodist'ʺ, Anna de Haas (red.), Achter slot en grendel. Schrijvers in Nederlandse gevangenschap 1700-1800, Zutphen: Walburg Pers, 2002, pp. 67-72.
- "Johann Conrad Franz von Hatzfeld. Een godslasterlijk genie", Anna de Haas (red.), Achter slot en grendel. Schrijvers in Nederlandse gevangenschap 1700-1800, Zutphen: Walburg Pers, 2002, pp. 82-92.
- "Adriaan Koerbagh: Biblical Criticism and Enlightenment", Wiep van Bunge (red.), The Early Enlightenment in the Dutch Republic 1650-1750, Leiden: Brill, 2003, pp. 61-80.
- "Spinoza in het Derde Rijk", Tijdschrift voor Geschiedenis, 127 (2014), pp. 41-61.
- "Abraham van Berkel's Translations as Contributions to the Dutch Radical Enlightenment", Sonja Lavaert & Winfried Schröder (red.), The Dutch Legacy. Radical Thinkers of the 17th Century and the Enlightenment, Leiden & Boston: Brill, 2017, pp. 204-226.

Vertalingen en hertalingen
- Adriaan Koerbagh, A light shining in dark places, Leiden: Brill, 2011.
- Adriaan Koerbagh, Een licht dat schijnt in duistere plaatsen, Nijmegen: Ventilt, 2014.
- Hendrik Wyermars, De ingebeelde chaos, Hilversum: Verloren, 2015.
- Dirk Santvoort, Zedig onderzoek of de mensen nu beter leven dan vroeger, s.l.: s.n., 2016.

- Bibliothèque nationale de France: cb145709355 (data)
- Gemeinsame Normdatei: 155650777
- International Standard Name Identifier: 0000 0000 8415 6483
- Library of Congress Control Number: n88017522
- Nationale bibliotheek van Australië: 54957314
- Nationale Bibliotheek van Israël: 987007345416205171
- Nationale Bibliotheek van Polen: a0000002688285
- Nederlandse Thesaurus van Auteursnamen: 07309823X
- Système universitaire de documentation: 137806329
- Virtual International Authority File: 119745132
- WorldCat: E39PBJkHmcFCVycCP4HTPMwgrq